# Awake (album Dream Theatera)
Awake je treći studijski album progresivnog metal sastava Dream Theater. Album je sniman od svibnja do srpnja 1994. godine, a izdan je 4. listopada iste godine. Album je ujedno i zadnje izdanje Dream Theatera s klavijaturistom Kevinom Mooreom.

## Povijest
Nakon komercijalnog uspjeha albuma Images and Words, sastav je s puno pritiska obožavatelja krenuo sa snimanjem novog albuma. Nedugo nakon što je album snimljen, klavijaturist Kevin Moore napušta sastav zbog osobnih razloga. Sastav je slobodno mjesto klavijaturista nadomjestio diplomiranim glazbenikom sa sveučilišta Berklee, Derekom Sherinianom. Osim problema s klavijaturistom, sastav je imao i poteškoća s održavanjem promotivnih turneja zbog Jamesa Labriea, koji je u to vrijeme imao težak slučaj trovanja hranom i prilikom povraćanja oštetio glasnice. Usprkos tome što su mu liječnici naložili kako bi bilo najbolje da nekoliko mjeseci odmara svoj glas, LaBrie je dva tjedna nakon spomenute nesreće već bio odrađivao svoj prvi koncert u sklopu promotivne turneje za album Awake. No nije mogao izbjeći kritikama obožavatelja, koji su primijetili očitu razliku u LaBriejevom rasponu glasa.

## Popis pjesama
| Br. | Skladba                                      | Tekstopisac                 | Skladatelj    | Trajanje |
| --- | -------------------------------------------- | --------------------------- | ------------- | -------- |
| 1.  | »6:00«                                       | Kevin Moore                 | Dream Theater | 5:31     |
| 2.  | »Caught in a Web«                            | James LaBrie, John Petrucci | Dream Theater | 5:28     |
| 3.  | »Innocence Faded«                            | Petrucci                    | Dream Theater | 5:43     |
| 4.  | »A Mind Beside Itself: I. Erotomania«        | (instrumental)              | Dream Theater | 6:45     |
| 5.  | »A Mind Beside Itself: II. Voices«           | Petrucci                    | Dream Theater | 9:53     |
| 6.  | »A Mind Beside Itself: III. The Silent Man«  | Petrucci                    | Petrucci      | 3:48     |
| 7.  | »The Mirror«                                 | Mike Portnoy                | Dream Theater | 6:45     |
| 8.  | »Lie«                                        | Moore                       | Dream Theater | 6:34     |
| 9.  | »Lifting Shadows Off a Dream«                | John Myung                  | Dream Theater | 6:05     |
| 10. | »Scarred«                                    | Petrucci                    | Dream Theater | 11:00    |
| 11. | »Space-Dye Vest«                             | Moore                       | Moore         | 7:29     |
| 12. | »Eve« (dodatna skladba na japanskom izdanju) | (instrumental)              | Moore         | 5:11     |

## Komercijalni uspjeh
Awake je drugi najprodavaniji album Dream Theatera, s više od 320.000 prodanih primjeraka u SAD-u i oko milijun prodanih primjeraka u cijelome svijetu. Album je dočekan više nego pozitivno među obožavateljima i kritičarima, od kojih ga mnogi smatraju najboljim albumom progresivne metal scene. Mnogi su internet kritičari hvalili album, od kojih je najbolju ocjenu dobio na stranici "Sea of Tranquility". 
Stranica DigitalDreamDoor rangirala je Awake na 21. mjesto ljestvice 100 najboljih albuma progresivnog metala.

## Pozicija na glazbenim ljestvicama

### Album
| ljestvica     | najbolji rang |
| ------------- | ------------- |
| Billboard 200 | #32           |
| UK Top 75     | #65           |
| DAT20         | #15           |

### Singlovi
| godina | singl | Mainstream Rock Tracks |
| ------ | ----- | ---------------------- |
| 1992   | "Lie" | #38                    |

## Izvođači
- James LaBrie – vokali
- John Petrucci – gitara
- John Myung – bas-gitara
- Mike Portnoy – bubnjevi
- Kevin Moore – klavijature

## Dodatne informacije

### Poveznice između skladbi i slike s omota albuma
Iako sastava nije potvrdio da je to učinjeno s namjerom, moguće je da slika s omota predstavlja svaku skladbu s albuma. Primjeri:
- kazaljke na Mjesecu pokazuju točno šest sati i predstavlja skladbu "6:00"
- paukova mreža u donjem desnom kutu pokraj ogledala predstavlja skladbe "Caught in a Web" i "Voices"
- veliko ogledalo na tlu predstavlja skladbu "The Mirror"
- lažni odraz u ogledalu predstavlja skladbu "Lie"
- odraz u boji predstavlja skladbu "Lifting Shadows Off a Dream" i video skladbe "The Silent Man"
- stariji čovjek, prikazan i u videu, predstavlja skladbu "The Silent Man"
- noćno nebo s planetom u gornjem desnom kutu predstavlja skladbu "Space Dye-West".

### Demoizdanje
Prema informacijama iz demoizdanja neke od pjesama imale su drukčije naslove koje su članovi sastava koristili samo tijekom snimanja, a koji nisu bili namijenjeni završnom izdanju. Imena skladbi koje su imale drukčije naslove su (u zagradama je naslov s demoizdanja):
- "6:00" ("Beachhouse Reality")
- "Caught in a Web" ("Squid")
- "Innocence Faded" ("Fresca")
- "The Mirror" ("Puppies on Acid")
- "Lie" ("Kittens on Crack")
- "Lifting Shadows Off a Dream" ("Blowfish")
- "Scarred" ("The Keymaster")

Ranija verzija skladbe "Puppies on Acid" sastojala se samo od uvoda do trenutka kada James LaBrie počinje pjevati, a može se čuti na uživo izdanju Once in a LIVEtime.

## Vanjske poveznice
Službene stranice sastava Dream Theater – album Awake  Arhivirana inačica izvorne stranice od 10. lipnja 2011. (Wayback Machine)